# Inconscient groupal
Pour les articles homonymes, voir Inconscient (homonymie).
L'inconscient groupal est un concept psychanalytique utilisé dans des psychothérapies psychanalytiques de groupes. 

## Histoire
Il a pour origine les travaux de Wilfred Bion et de Sigmund Heinrich Foulkes en Grande-Bretagne  et de  Didier Anzieu et de René Kaës en France.

## Hypothèse et pratique
Dans un groupe humain, il y a les mêmes formations de l'inconscient que dans la pensée d'un individu :
- La formation dite « le ça du groupe » représente les pulsions de vie et les pulsions de mort.
- La formation dite « le surmoi du groupe » représente les règles, les lois telles que le groupe les a incorporées depuis sa création.
- La formation dite « le moi groupal» représente la capacité à articuler le ça, le surmoi avec  leurs dimensions imaginaires et symboliques et le réel.

Le groupe, dans l’imperfection naturelle de sa capacité à symboliser les contradictions entre le désir et les contraintes du réel, va générer des « restes », des « bouts de discours », des «objets chargés d’émotion », etc. qui vont être en attente d’une symbolisation suffisamment aboutie.
Les « gros restes » sont appelés « cadavre dans le placard » - une métaphore qui n’est pas employée seulement par la psychanalyse. Souvent un acteur du groupe se retrouve dans le rôle de « porteur de restes ». Quand les restes sont importants, cela prend la forme de bouc émissaire.